# Gropen, Skytteholm

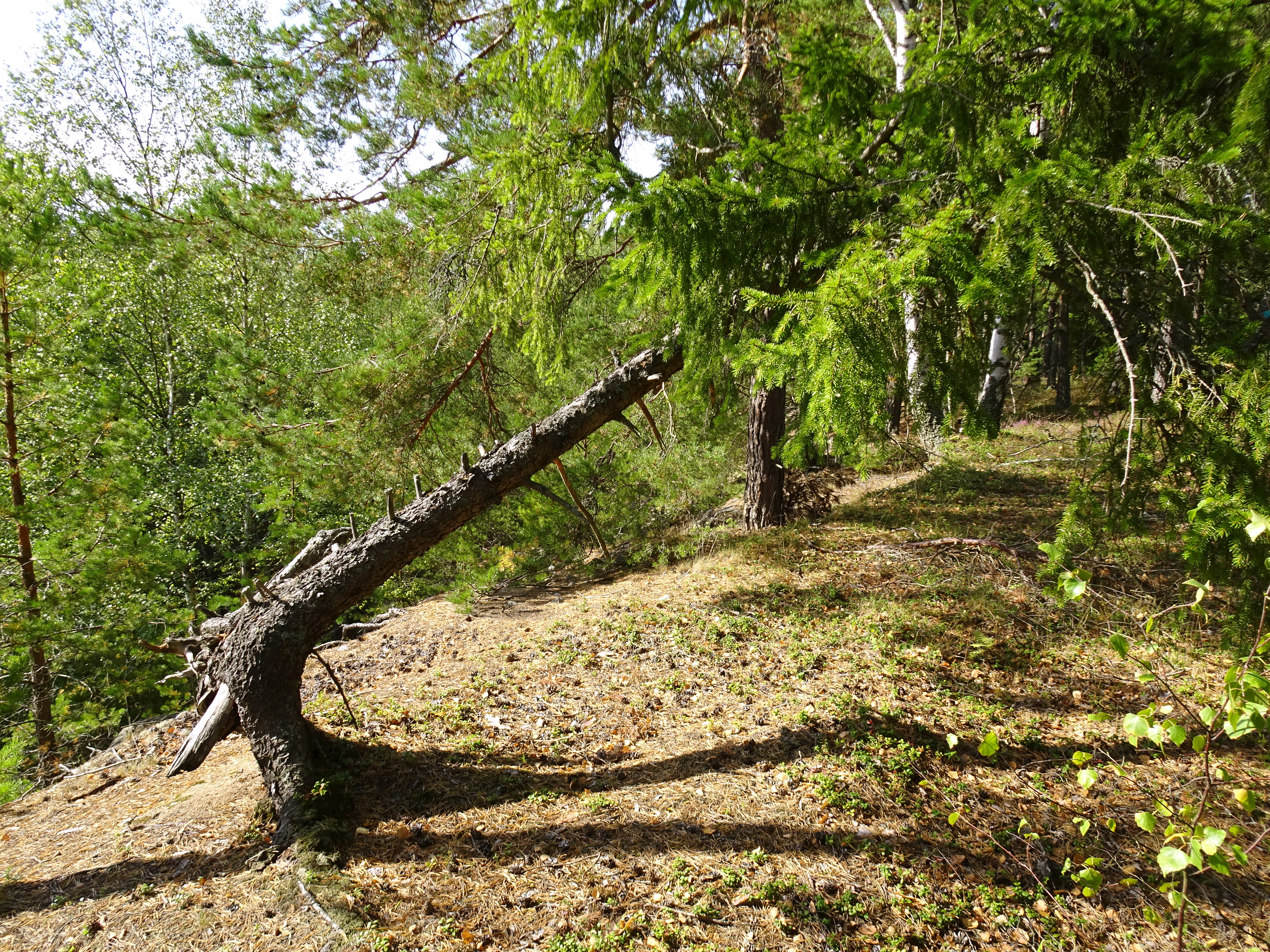
Vid Gropens södra brant, 2016.

Gropen är namnet på en dödisgrop öster om Skytteholms herrgård på Ekerön i Ekerö kommun. Åsgropen har ovanligt stora dimensioner. Från Långtarmen och Svartsjölandet utgör åsavsnittet  med Gropen ett  dominerande inslag i landskapsbilden.

## Bakgrund
Gropen bildades av ett mäktigt isblock som var inbäddat i Uppsalaåsen under slutfasen av senaste istiden för knappt 10 000 år sedan. När blocket smälte kvarlämnade den en grop efter sig. Uppsalaåsen är den grusås som sträcker från Södertörn via Ekerön, Munsön och Bålsta samt förbi Uppsala, innan den i form av Billudden dyker ner i Gävlebukten. På Ekerön och Munsön är den väl synlig och har där sedan länge nyttjas som grustäkt.

## Beskrivning
Cirka 500 meter öster om Skytteholms herrgård finns en ovanligt väl utbildad åsgrop med ett djup av cirka 20 meter och en åsgren på vardera sidan som fortsätter längs med Långtarmen i nord-sydlig riktning. Gropens bredd är i övre delen är i genomsnitt 50 till 60 meter med en längd (tvärs mot åsen) på cirka 150 meter. Gropens botten är relativ smal. Sluttningen mot Långtarmen är mycket brant med bitvis fem till sex väl utbildade strandterrasser. Även åssidan mot åsgropen har en stark lutning. I den lösa undergrunden har träd svårt att stå kvar och längs med sluttningarna finns många vindfällen. Den södra ryggen är lägre och flackare medan den mot väster är tämligen låg. Från nordväst leder en körbar väg ner till åsgropens botten. Genom åsgropen går en kraftledning och en del är inhägnat, här finns en infiltrationsanläggning. Genom området går vandringsleden Ekerö-Munsöleden.

## Bilder

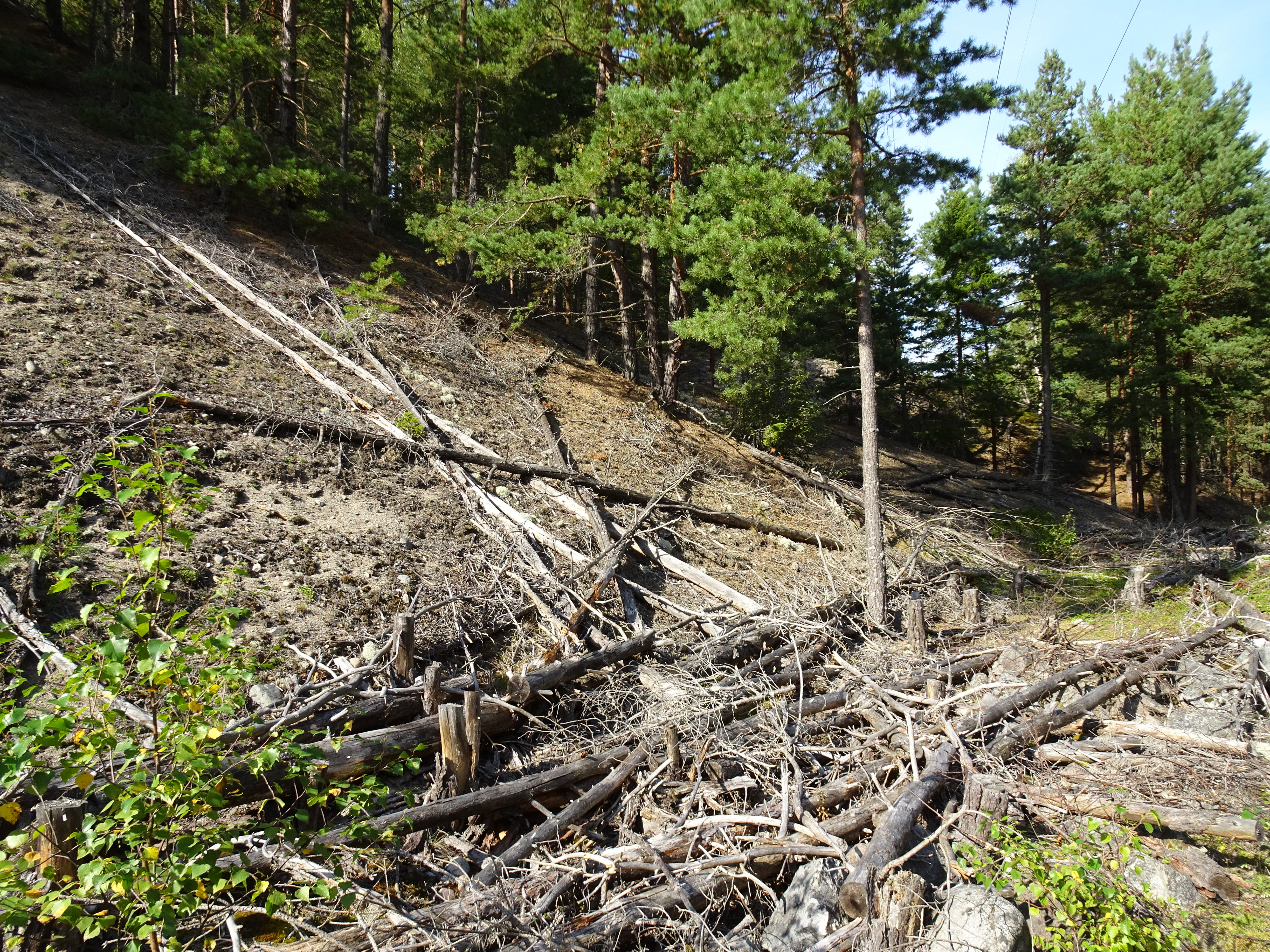
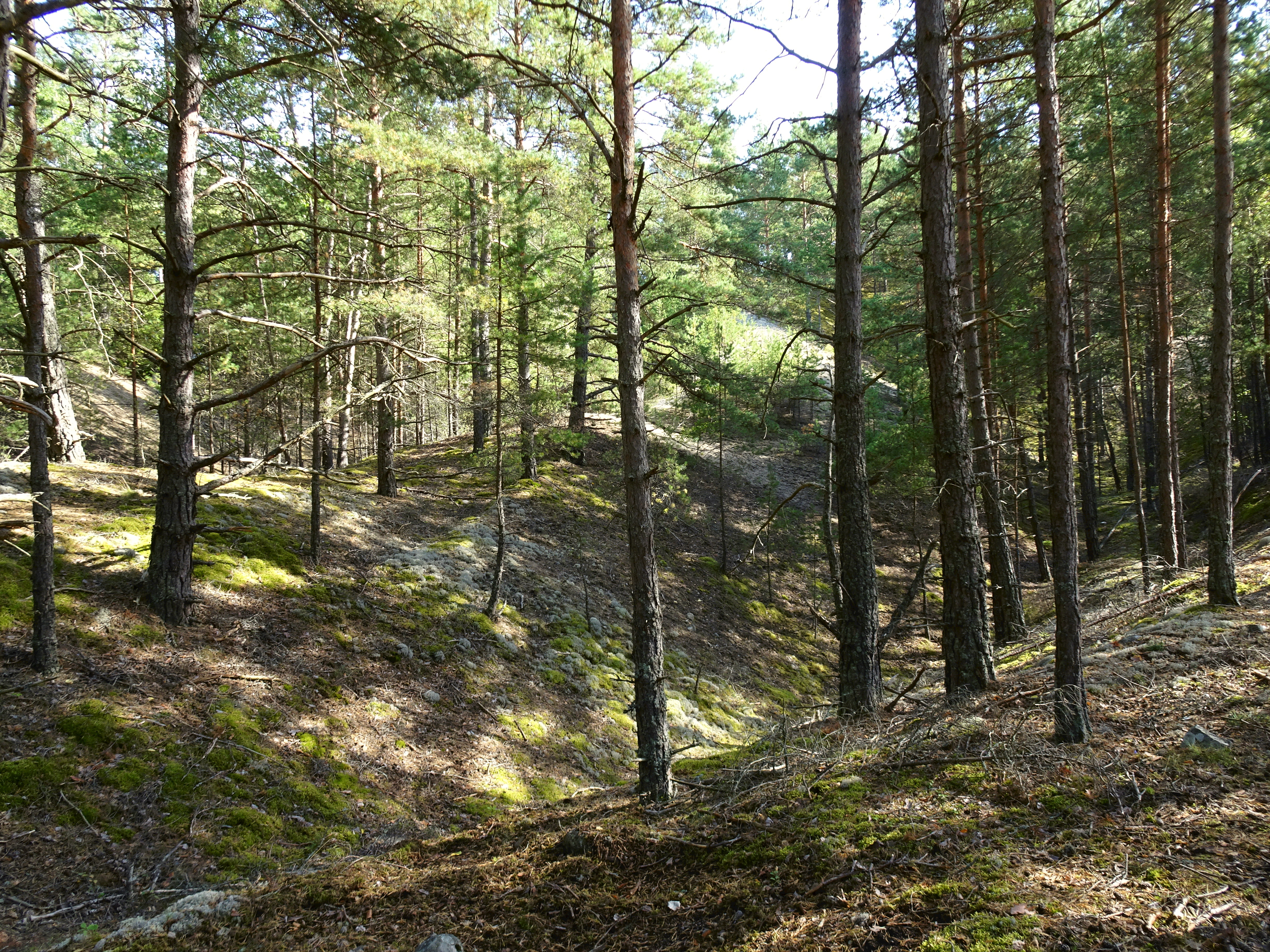
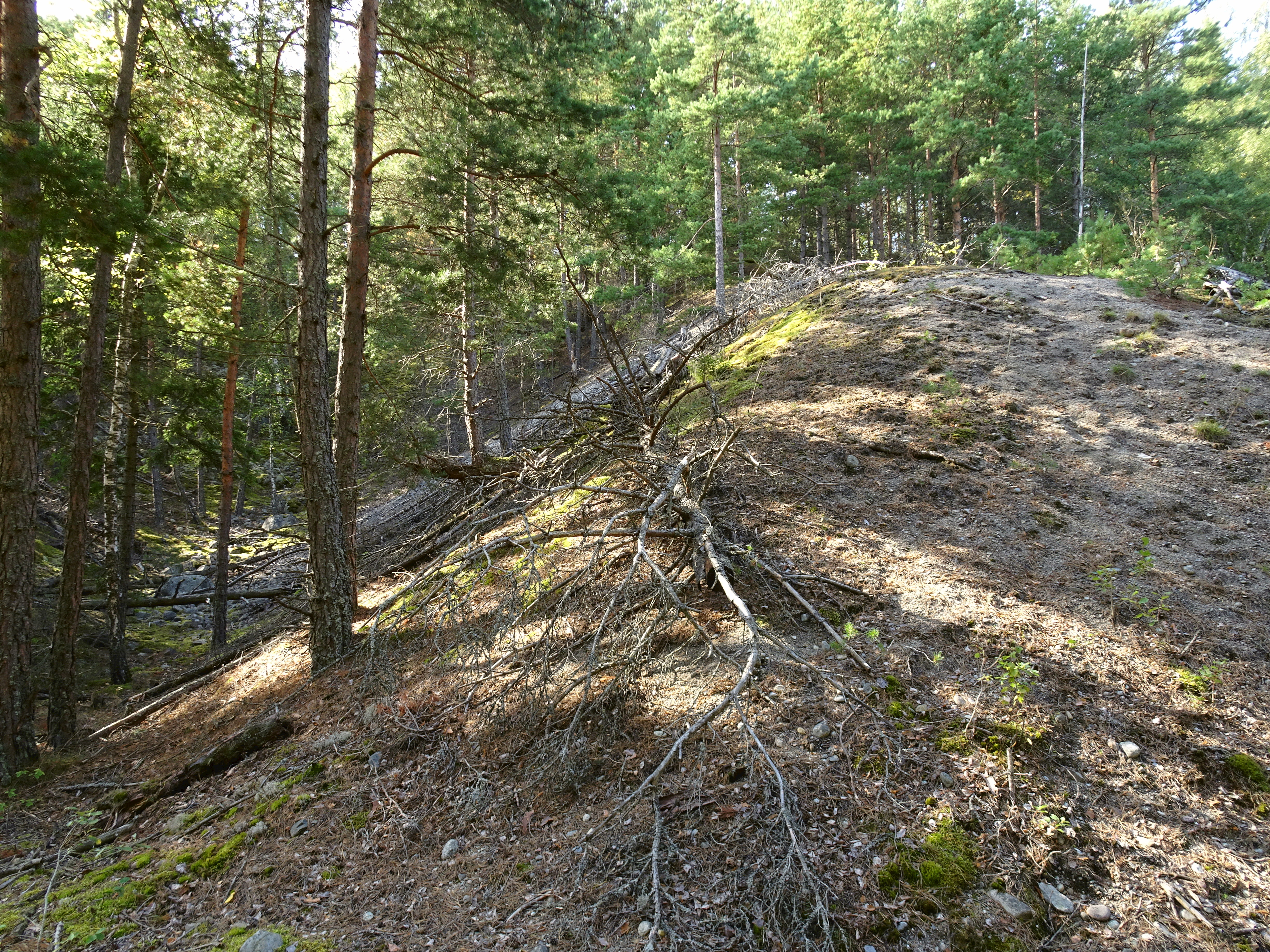
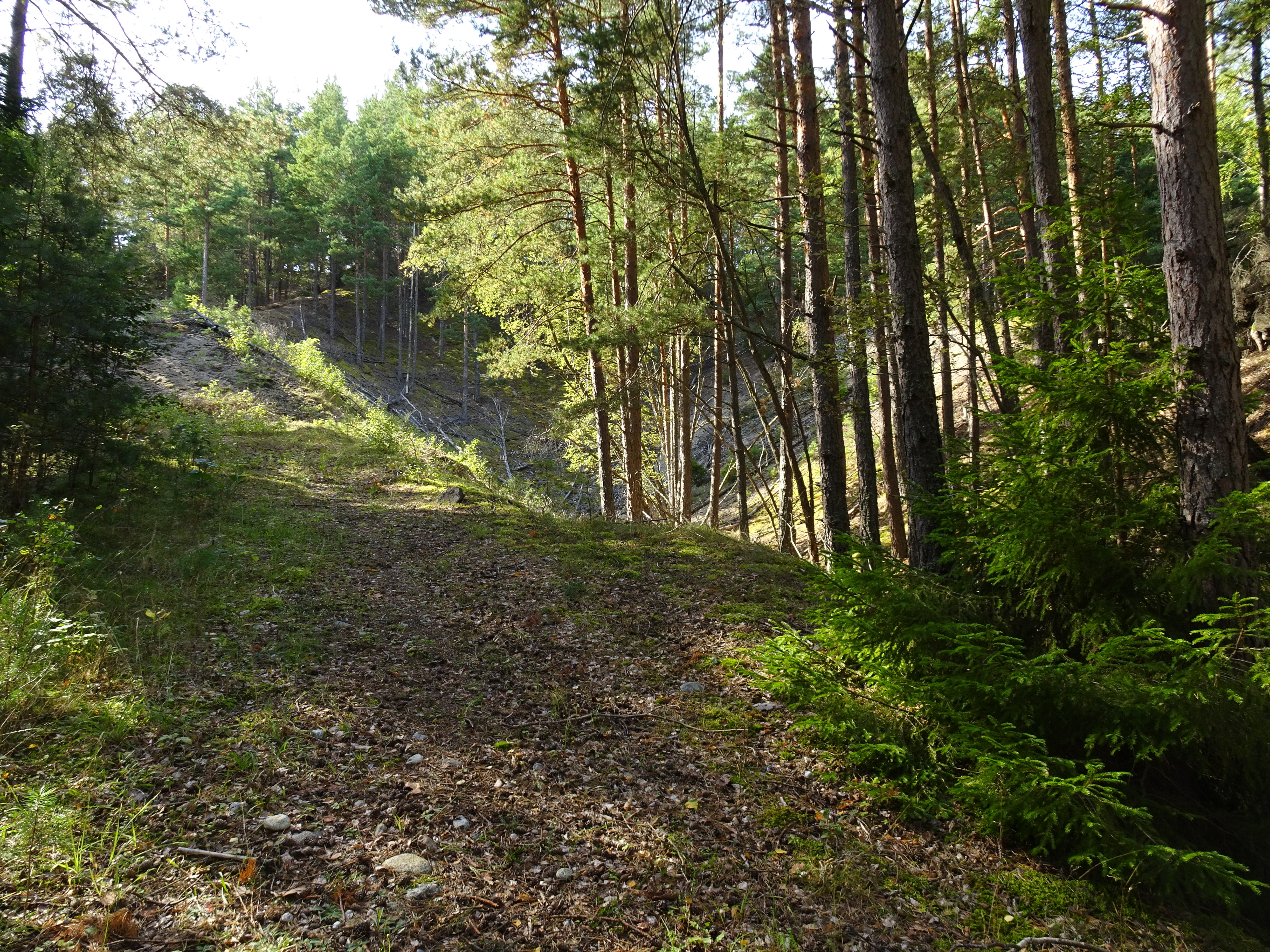
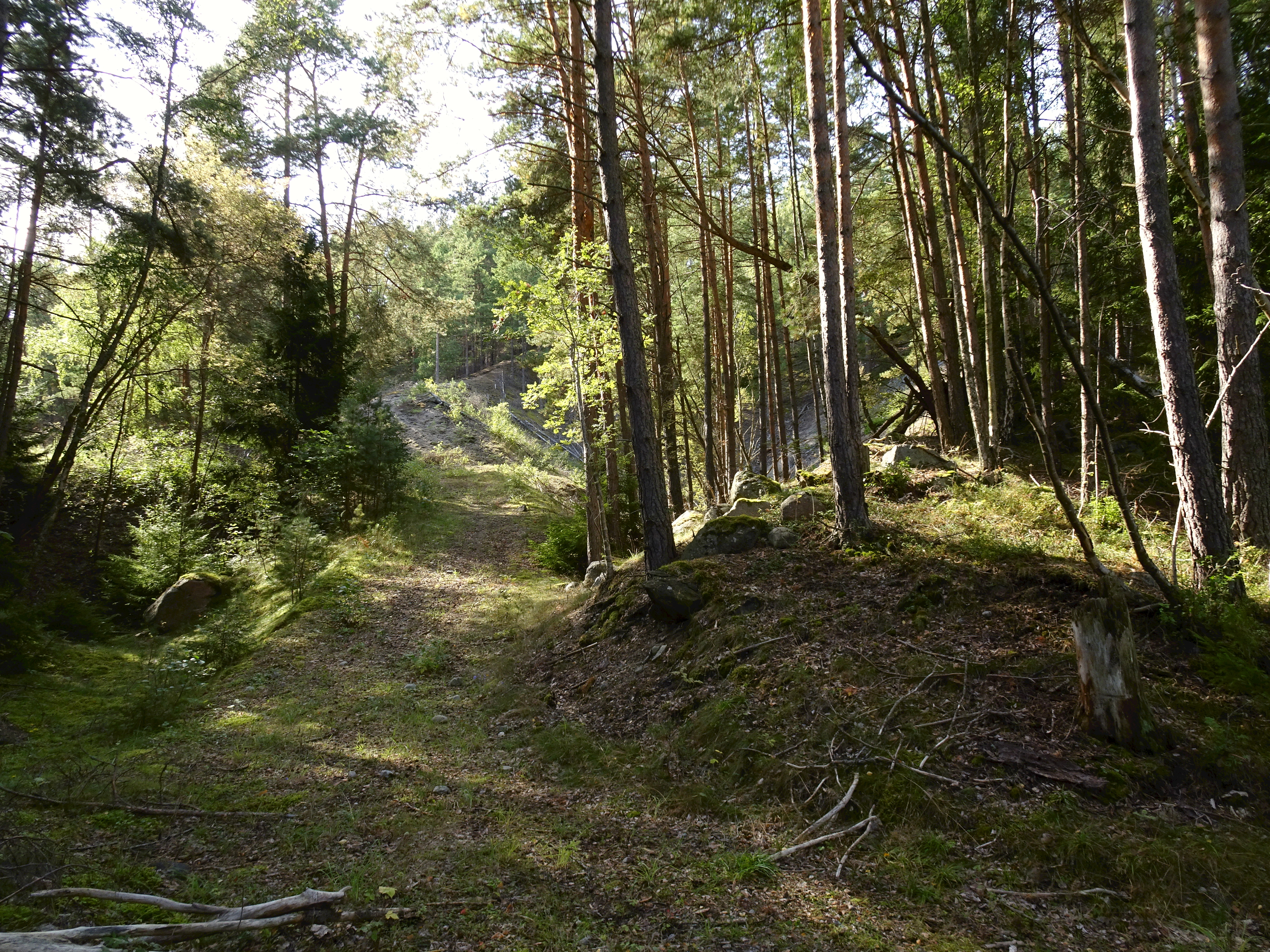